# Гильдия продюсеров Америки
Гильдия продюсеров Америки (англ. Producers Guild of America, сокр. PGA) — ассоциация, представляющая телевизионных продюсеров, кинопродюсеров и продюсеров новых медиа в Соединенных Штатах. Членами PGA являются более 4700 человек, занимающихся продюсированием по всему миру. Её сопредседателями являются Марк Гордон и Хоук Кох.
PGA предлагает ряд преимуществ для своих членов, в том числе медицинское страхование и пенсионное обеспечение, семинары и обучающие программы, доступ на специальные показы фильмов во время сезона вручения премии Американской киноакадемии, а также помощь в условиях труда.
Известна вручением своей кинопремии — «Премии Гильдии продюсеров США». 